# Svenska lantarbetareförbundet
Svenska lantarbetareförbundet var ett svenskt fackförbund inom Landsorganisationen (LO) för lantarbetare som bildades 1908 och upplöstes 2001 då det uppgick i Svenska kommunalarbetareförbundet.

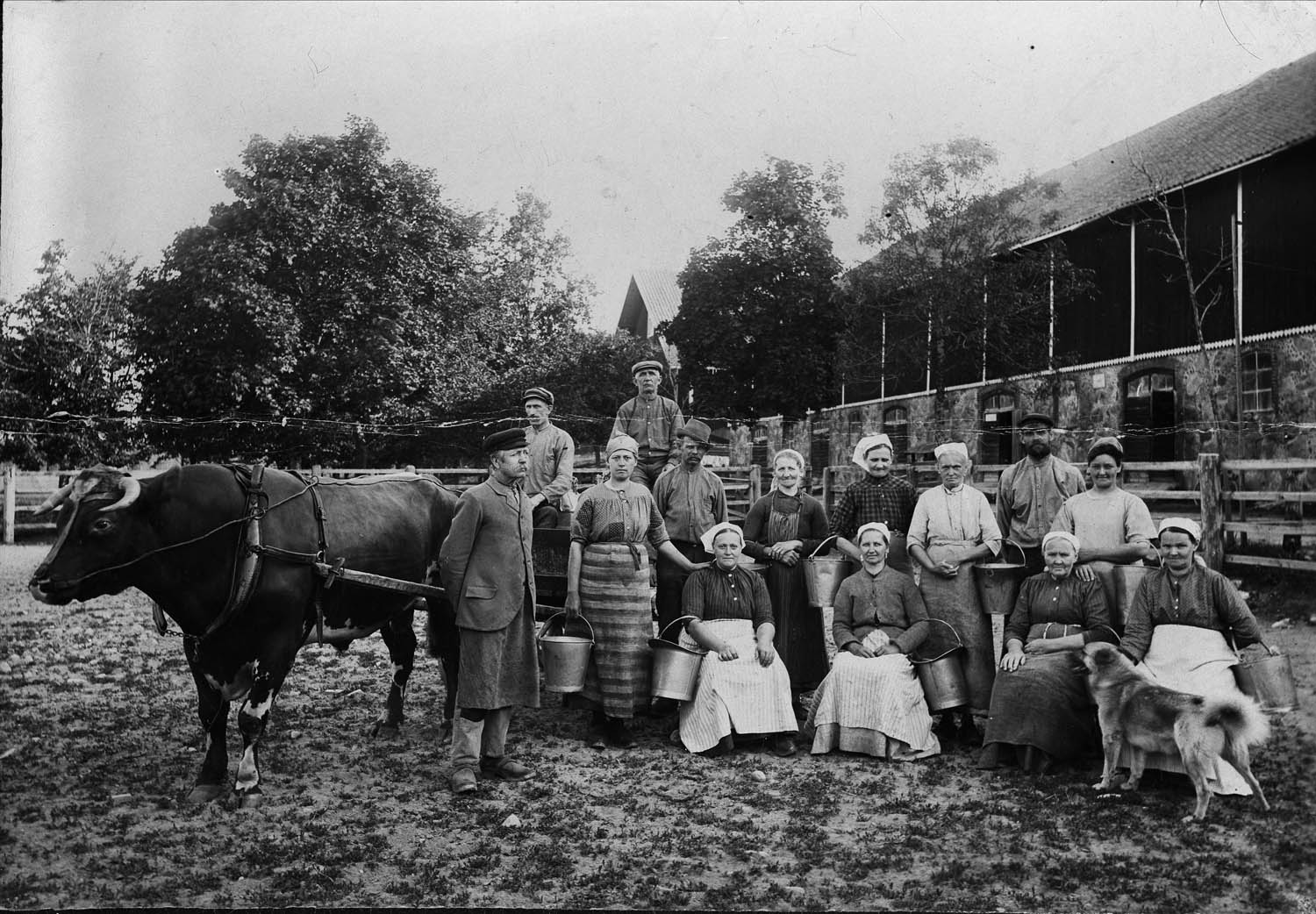
Statare. Mjölkerskor och lagårdskarlar uppställda vid ladugården. Julita gård, Södermanland

## Historia
- 1890 bildades den första lantarbetarefackföreningen i Kvillinge socken utanför Jönköping och F. W. Thorsson bildade lantarbetarefackföreningar i Ystadstrakten på 1890-talet. Efterhand slöt sig de lokala fackföreningarna samman i distriktsförbund.
- 1904 bildades det första distriktsförbundet, Skånska lantarbetareförbundet, av 300 ombud som representerade 625 anställda på 31 gårdar.
- 1906 tillkom två ytterligare distriktsförbund för Södermanland-Västmanland och Norrland.
- 1908 samlades på initiativ av LO representanter för Skånska lantarbetareförbundet, Mellersta Sveriges lantarbetareförbund, Norrlands skogs- och lantarbetareförbund samt ett antal socialdemokratiska partidistrikt till en kongress i Mjölby där Svenska lantarbetareförbundet bildades. Ordförande blev Carl Svedberg.
- 1909 drabbades förbundet svårt av storstrejkens följder. Medlemsantalet sjönk och förbundet uteslöts ur LO 1911 p.g.a. bristande betalning av medlemsavgifter.
- 1912 var förbundet konkursmässigt, men styrelsen höll ändå verksamheten igång under första världskriget.
- 1917 tog LO initiativ till en reorganisation, och en kongress inkallades 1918. Till förtroendeman utsågs Albin Hansson.
- 1920 anslöt sig Smålands lantarbetareförbund och förbundet hade då 15674 medlemmar.
- 1921 tillkom Sveriges skogs- och lantarbetareförbund och samma år bröt sig kommunisterna ur och bildade Sveriges skogs- och lantmannaförbund. Det upphörde emellertid efter några månader och medlemmarna återvände.
- 1923 hade förbundet 5856 medlemmar. [1] Fackliga strider och lönesänkningar hade lett till tillbakagången av medlemsantalet.
- 1924 anslöt sig medlemmarna i Svenska trädgårdsarbetareförbundet
- 1930 tillkom Upplands lantarbetareförbund som hade bildats 1918 och förbundet blev åter medlem i LO.
- 1934 startades en erkänd arbetslöshetskassa och förbundets medlemsantal hade nu stigit till 16725.
- 1938-1944 var den tidigare ombudsmannen Gunnar Sträng ordförande. Medlemsantalet hade 1938 stigit till 38433 för att sedan stiga ytterligare, så att förbundet uppnådde sitt största medlemsantal 50130 år 1945. Därefter minskade medlemsantalet år efter år p.g.a. jordbrukets tillbakagång och rationaliseringar.
- 1945 avskaffades statsystemet och lantarbetarna fick kontant ersättning som andra arbetare.
- 1949 upphörde Ladugårdsmännens riksförbund och dess medlemmar tillfördes förbundet.
- 1950 hade förbundet 810 avdelningar med 44962 medlemmar.
- 1971/72 hade förbundet 13863 medlemmar och kollektivavtal som gällde hos 7584 arbetsgivare.
- 1980 hade förbundet 11126 medlemmar, varav 8238 män och 2888 kvinnor.[1]
- 2001 uppgick förbundet i Svenska kommunalarbetareförbundet.

### Fotnoter
1. 1 2  Nordin, Rune (1981). Den fackliga arbetarrörelsen. 1, Uppkomst och utveckling (1. uppl.). Stockholm: Prisma i samarbete med Landsorganisationen i Sverige. Libris 256335. ISBN 91-518-1470-6 (inb.)